# Cuộc vây hãm Kut
Cuộc vây hãm Kut là một trận vây hãm do Đế quốc Ottoman khởi đầu trong Chiến tranh thế giới lần thứ nhất, diễn ra trong suốt 147 ngày từ năm 1915 cho đến năm 1916. Cuộc vây hãm kết thúc với chiến thắng quan trọng của quân Ottoman, và đây được xem là thất bại lớn nhất của quân đội Anh trước trận Singapore (1942) trong Chiến tranh thế giới thứ hai sau này. Trước sức chiến đấu mạnh mẽ của quân Thổ Ottoman, các lực lượng cứu viện cho đội quân trú phòng của Anh đã không thể đột phá chiến tuyến của quân Thổ Ottoman. Bất chấp sự kháng cự kiên cường của họ, cuộc kháng cự của quân đồn trú Anh đã kết thúc nhục nhã với sự đầu hàng của họ. Trận bao vây Kut được xem là một trong những chiến thắng lớn nhất của quân đội Ottoman trong suốt cuộc chiến tranh. Vối thắng lợi này, thanh thế của quân đội Thổ Ottoman đã được nâng cao trong khi uy danh của đế quốc Anh bị hạ thấp trên khắp thế giới.
Không những là thất bại nhục nhã nhất của quân lực Anh trong suốt Chiến dịch Lưỡng Hà, đây là một trong những cuộc đầu hàng hiếm hoi trong suốt chiều dài lịch sử quân sự Anh Quốc Thất bại thảm hại của quân Anh trong trận vây hãm này nối tiếp trận Ctesiphon nơi họ bị quân Ottoman đánh cho đại bại. Với sự đầu hàng của đồn binh Anh, trận thua to ở Kut khiến phe Đồng Minh phải ngừng kế hoạch tiến chiếm thành Bagdad từ tay người Thổ Ottoman . Như một trong những trận vây hãm lâu dài nhất và nhục nhã nhất trong suốt bề dày lịch sử Anh Quốc, trận bao vây Kut trở thành một chiến tích hiển hách của vị Thống chế Đức là Colmar von der Goltz trên cương vị chỉ huy quân Thổ Ottoman. Một ý nghĩa của chiến thắng của quân lực Ottoman trong trận vây hãm Kut là khiến người Ba Tư láng giềng thầm mong gạt bỏ sự xâm nhập của Đế quốc Anh hồi đó. Phần lớn tù binh Anh bị quân Ottoman bỏ vào trại giam sau trận vây hãm Kut đều không thể sống sót được.